# Verrières-le-Buisson
Verrières-le-Buisson is een gemeente in het Franse departement Essonne (regio Île-de-France) en telt 15.923 inwoners (1999). De plaats maakt deel uit van het arrondissement Palaiseau.

## Geografie
De oppervlakte van Verrières-le-Buisson bedraagt 9,9 km², de bevolkingsdichtheid is 1608,4 inwoners per km².
De onderstaande kaart toont de ligging van Verrières-le-Buisson met de belangrijkste infrastructuur en aangrenzende gemeenten.

## Demografische ontwikkeling
Onderstaande figuur toont het verloop van het inwonertal (bron: INSEE-tellingen).

## Geboren in Verrières-le-Buisson
- Louise de Vilmorin (1902-1969), schrijfster

## Trivia
- In de roman Elementaire deeltjes (1998) van Michel Houellebecq eindigt een van de hoofdpersonen, de literatuurdocent Bruno Clement, in een psychiatrische kliniek van het ministerie van Onderwijs, even buiten Verrières-le-Buisson, tegen het bos van Verrières aan.[2]